# Момичето, което обичах
„Момичето, което обичах“ (на турски: Bir Çocuk Sevdim) е турски драматичен сериал, излязъл на телевизионния екран през 2011 г.
Поради нисък рейтинг в Турция сериалът не бива подновен с нов втори сезон въпреки първоначалното намерение епизод 39 да бъде финален за първи сезон. Така сериалът остава без завършек.

## Сюжет
Сериалът разказва за трагичната съдба на младо момиче – Мине, от патриархално семейство, което се разделя с първата си голяма любов – Синан, заради социалните норми.
Мине е на 17 години и живее в Истанбул със семейството си. Тя е най-малкото дете в семейство от средната класа. Синан е единственият наследник в заможно семейство. Двамата млади са силно влюбени въпреки принадлежнотта си към различни обществени прослойки.
Мине забременява от Синан, което не се харесва на неговите родители. Те го изпращат да завърши образованието си в САЩ, скривайки от него, че ще става баща. Така Синан две години не знае, че любимата му Мине е родила момче.
В същото време, за да запазят семейната си чест, родителите на Мине взимат решение и я омъжват за Тимур – собственик на автокъщата, в която е нает баща ѝ. Въпреки трудностите на новия семеен живот, Мине постепенно свиква да съжителства със съпруга си.
След завръщането си в Истанбул, Синан започва да работи в компанията на баща си. Семейството му се опасява, че рано или късно той отново ще потърси контакт с Мине, поради което взема решение да го сгоди.

## Актьорски състав
- Бюлент Инал – Тимур
- Четин Текиндор – Туран
- Гюлджан Арслан – Мине
- Хакан Курташ – Синан
- Шефика Юмит Толун – Есмахан
- Онуряй Еврентан – Емине
- Арзу Гамзе Кълънч – Сюрея
- Гюлчин Сантърджъоглу – Себахат
- Инан Улаш Торун – Ердал
- Мюжде Узман – Дерин
- Езги Челик – Айтен
- Джансу Коч – Фунда
- Бюлент Алкъш – Керем
- Илайда Алишан – Мевре
- Сайдам Йениай – Бекир
- Мине Тюфекчиоглу – Седа
- Уур Демирпехливан – Севим
- Йит Кутлу Йозтюрк – Дениз
- Айбарс Картал Йозсон – Хасан
- Хюсейн Таш – Бербер
- Деря Бешерлер – Нарин
- Гьоркем Тюркеш – Серкан
- Уфук Ашар – Шюкрю
- Серап Ейюбоглу – Санийе

## В България
В България сериалът започва на 9 декември 2013 г. по Диема Фемили и завършва на 3 април 2014 г. На 7 ноември започва повторно излъчване по Нова телевизия и завършва на 25 януари 2015 г. Ролите се озвучават от Ася Братанова, Ани Василева, Лиза Шопова, Димитър Иванчев, Стефан Сърчаджиев-Съра и Александър Воронов.